# IC 358
IC 358 је лентикуларна галаксија у сазвјежђу Бик која се налази на листи објеката дубоког неба у Индекс каталогу.
Деклинација објекта је + 19° 53' 44" а ректасцензија 4h 3m 42,8s. Привидна величина (магнитуда) објекта IC 358 износи 14,1 а фотографска магнитуда 15,1. IC 358 је још познат и под ознакама UGC 2940, MCG 3-11-6, CGCG 466-9, NPM1G +19.0125, PGC 14382.